# Jean-Pierre Baptiste
Jean-Pierre Baptiste, der auch unter dem Kampfnamen Jean Tatoune agierte, war von 1991 bis 1994 Kommandeur einer Einheit der haitianischen Todesschwadron FRAPH.

## Leben
Im Jahr 1985 machte Baptiste bereits Schlagzeilen, als er offen Verachtung für das haitianische Regime und den Präsidenten bekundete. Er organisierte Demonstrationen gegen die korrupte und diktatorische Herrschaft von Jean-Claude Duvalier. 1994 führte er zudem eine Revolte an, in deren Verlauf es zu dem Raboteau-Massaker kam, bei dem mehrere Menschen ermordet wurden. Es handelte sich dabei um Unterstützer des ersten demokratisch gewählten Präsidenten Jean-Bertrand Aristide. Seine Aktionen organisierte er von seiner Heimatstadt Gonaïves aus. Für seine Beteiligung an dieser Aktion wurde er am 9. November 2000 vom Strafgerichtshof in Gonaïves zu lebenslangem Freiheitsentzug verurteilt. Er entkam im August 2002 während eines Massenausbruches aus dem Gefängnis. Baptiste schloss sich später der Gruppe Artibonite Resistance Front an.